# Ел Саго, Лома Бола (Кастањос)
Ел Саго, Лома Бола (шп. El Sago, Loma Bola) насеље је у Мексику у савезној држави Коавила у општини Кастањос. Насеље се налази на надморској висини од 950 м.

## Становништво
Према подацима из 2010. године у насељу је живело 5 становника.

### Хронологија
| Година       | 2000        | 2005         | 2010 |
| ------------ | ----------- | ------------ | ---- |
| Становништво | 27 (18 / 9) | 43 (24 / 19) | 5    |

### Попис
| # | Индикатор                     | Вредност |
| - | ----------------------------- | -------- |
| 1 | Укупно домаћинстава           | 6        |
| 2 | Укупно насељених домаћинстава | 2        |
| 3 | Величина локације             | 1        |